# Wiktor Kuszcz
Wiktor Maksymowycz Kuszcz (ukr. Віктор Максимович Кущ, ur. 29 października?/10 listopada 1887 w Aleksandrowsku, zm. 21 listopada 1942 w Warszawie) – oficer ukraiński w stopniu generała-chorążego Armii Ukraińskiej Republiki Ludowej, szef oddziału operacyjnego sztabu Armii URL, działacz ukraińskiej emigracji politycznej.

## Życiorys
Ukończył szkołę piechoty w Odessie. W składzie 15 pułku piechoty Armii Imperium Rosyjskiego uczestniczył w wojnie rosyjsko-japońskiej 1904–1905. Odznaczony dwoma orderami za odwagę na polu bitwy. W 1912 ukończył Nikołajewską Akademię Sztabu Generalnego. W czasie I wojny światowej był oficerem sztabowym do zleceń 4 Syberyjskiego Korpusu Armijnego w stopniu pułkownika.
W armii ukraińskiej od sierpnia 1918. W okresie Hetmanatu naczelnik Oddziału I kwatermistrzostwa Sztabu Generalnego, szef sztabu 13 dywizji piechoty. W Ukraińskiej Republice Ludowej od stycznia 1919 naczelnik wydziału organizacyjnego Sztabu Generalnego, szef wywiadu Armii Czynnej URL, szef sztabu Korpusu Zaporoskiego, Grupy Zaporoskiej i generalnego kwatermistrzostwa Zarządu Sztabu Generalnego. W 1920 awansowany do stopnia generała-chorążego.
Po zakończeniu wojny polsko-bolszewickiej internowany wraz z żołnierzami Armii Ukraińskiej Republiki Ludowej w obozie Kalisz-Szczypiorno, przekształconym później w stanicę ukraińską. Od 1923 wydawca i redaktor naczelny naukowo-wojskowego pisma Tabor (1923-1927 wydawany w Kaliszu, od 1927 do agresji III Rzeszy i ZSRR na Polskę w 1939 w Warszawie).
Po przewrocie majowym i dojściu do władzy Józefa Piłsudskiego prezydent Ukraińskiej Republiki Ludowej na uchodźstwie Andrij Liwycki i generał armii URL Wołodymyr Salski wystosowali 4 sierpnia 1926 na ręce Piłsudskiego memorandum, w którym proszono o możliwość pełnej aktywizacji ukraińskiego wychodźstwa na polu polityczno-wojskowym. Nota spotkała się z przychylnym stosunkiem Piłsudskiego i w konsekwencji na przełomie 1926/27 odbyły się rozmowy polityczne z emigracyjnymi władzami URL. Ze strony polskiej uczestniczyli w nich Juliusz Łukasiewicz, naczelnik Wydziału Wschodniego Ministerstwa Spraw Zagranicznych i Tadeusz Hołówko. W rezultacie rozmów 28 lutego 1927 utworzono w Polsce tajną komórkę przy sztabie ministra spraw wojskowych (którym był Józef Piłsudski), złożoną z oficerów ukraińskich i działającą jako Sztab Wojskowo-Powstańczy Armii Ukraińskiej Republiki Ludowej. Sztab działał do 1939 roku, a jego szefem był początkowo gen. Wiktor Kuszcz, a następnie gen. Pawło Szandruk. Od roku 1928, w ramach tych działań rozpoczęto przyjmowanie do służby w Wojsku Polskim ukraińskich oficerów kontraktowych.
Generał Wiktor Kuszcz był krótko pierwszym szefem tajnego Sztabu Wojskowo-Powstańczego Armii URL przy sztabie ministra spraw wojskowych, następnie do 1939 członkiem tego sztabu i członkiem ukraińskiej komisji rekrutacyjnej typującej oficerów ukraińskich do służby jako oficerów kontraktowych w Wojsku Polskim, zgodnie z tajnym porozumieniem polsko-ukraińskim z 1927 r.
Część tajna współpracy obejmowała sporządzenie planów organizacji i mobilizacji armii ukraińskiej, jako sojusznika Polski, w przypadku wojny polsko-sowieckiej. Został sporządzony, w porozumieniu z polskim Sztabem Głównym plan mobilizacyjny wojska ukraińskiego, w oparciu o emigrantów i Ukraińców zamieszkałych w Polsce. Ze strony polskiej współpracę nadzorowali generałowie: Wacław Stachiewicz, Julian Stachiewicz, Tadeusz Kutrzeba.
Zmarł w Warszawie. Pochowany na cmentarzu prawosławnym na warszawskiej Woli.